# Participation canadienne durant l'intervention libyenne de 2011
Durant l’intervention en Libye en 2011, l’approche du Canada dans cette région était caractérisée par son engagement et  sa volonté de jouer un rôle important dans la coalition militaire de l’OTAN, et plus particulièrement en tant que partenaire fidèle de Washington. En effet, le Canada s’est immédiatement joint à la guerre contre la Libye lorsque les résolutions 1970 et 1973 ont été adoptées et a fait preuve de suivisme vis-à-vis des États-Unis tout au long de la mission. Il a effectué près de 6 % des dépenses totales et 9,8 % des frappes aériennes de la mission libyenne au total. Sa contribution quantitative à travers  ses  ressources aériennes et navales ainsi que le personnel associé, l’a placé au côté de ses alliés transatlantiques, au quatrième rang des pays contributeurs de l’ensemble de l’intervention.

## Contexte de l'intervention du Canada en Libye.
L’intervention libyenne de 2011 est une opération militaire sous l’auspice de l’ONU qui a débuté le 19 mars et pris fin le 31 octobre 2011 et avait comme but d’appliquer les résolutions 1970 et 1973 du Conseil de sécurité. Celle-ci a eu lieu en réponse à la guerre civile libyenne qui fut causée par un mouvement de protestation populaire vis-à-vis du régime de Kadhafi, originairement à Benghazi en février 2011 et qui s'est finalement transformé en une rébellion armée contre laquelle le gouvernement a violemment réagi,. Face aux répliques de l’État libyen, le Conseil de sécurité de l’ONU a imposé à travers la résolution 1970 du 26 février 2011 un embargo international contre les armes à destination de la Libye, bloqué l’utilisation des actifs de toute personne impliquée dans de graves violations des droits de l’homme ainsi que ceux de celles qui étaient proches du régime de Kadhafi,.  Le 17 mars 2011, une deuxième résolution s’intitulant S/RES/1973 proclame la zone d'exclusion aérienne en Libye et approuve que les États membres de l’ONU usent de toutes les mesures nécessaires pour protéger la population civile dans cette région. Ainsi, c’est sur ces bases légales que les membres de l’OTAN incluant le Canada ont décidé d’intervenir jusqu’au moment où la Cour pénale internationale a condamné Kadhafi et d'autres hauts responsables de la Libye en fin juin.

## L'idéologie néoconservatrice du gouvernement de Harper.
L’intervention du Canada en Libye fut favorisée par la présence d’une idéologie néoconservatrice  du gouvernement de l’époque. Comme l’explique Justin Massie, l’idéologie néoconservatrice se traduit par un : 
volontarisme proactif sur la scène internationale; une croyance dans la supériorité morale de l’Occident; un désir de réinvestir massivement dans les Forces armées canadiennes afin de prendre activement part aux opérations d’imposition de la paix; un alignement diplomatique sur les États-Unis et une méfiance envers les institutions multilatérales; une vision du Canada comme nation guerrière, monarchique, puissance majeure et allié fiable des États-Unis; une préférence pour le recours offensif à la force militaire.
Les  choix du Canada en matière de politique étrangère et de défense ont toujours été en majorité influencées par ses relations avec d'autres États plus puissants, en particulier avec les États-Unis. À  la veille de l’intervention en Libye,  le choix du Canada était caractérisé entre autres par sa volonté de jouer un rôle significatif en tant que partenaire militaire crucial des États-Unis. Jack Granatstein, chercheur au Canadian Defence and Foreigns Affairs Institute note qu’ en déclarant avant que la mission en Libye ne commence, que «Les Allemands ne se battront pas, les Néerlandais ne peuvent pas, les Britanniques ne peuvent plus se payer une armée et les Français veulent tout gérer» et que «le Canada ne participera pas à moins que les États-Unis ne prennent les devants», le gouvernement Harper avait implicitement reconnu les États-Unis comme le seul partenaire de la défense sur lequel ils pouvaient vraiment compter.  En effet en ce qui a trait avec la crise libyenne, une fois que Washington ait fait connaitre ses positions et les ait déclarées, le gouvernement Harper adoptait et déclarait  des positions similaires à celles de Washington. D’ailleurs, jusqu’à la veille de l’adoption de la résolution 1973, Ottawa était hésitant par rapport à la nécessité d’une action militaire en Libye mais c’est après qu’un consensus ait été atteint, qu’il a suivi  les États-Unis en soutenant  fortement l’intervention militaire. Dans le conflit libyen, le gouvernement canadien n’a pas envisagé l’usage de la force comme dernier recours. Bien au contraire, le Canada est intervenu en Libye dans le but de renverser le régime de Kadhafi et cet appui au changement de régime a été souhaité et énoncé publiquement. Déjà, peu de temps après l’adoption de la résolution 1970 et  quelques semaines avant celle de la résolution 1973, Harper déclarait que: « Loin de protéger la population libyenne contre le danger, il est à l'origine des dangers  auxquels elle fait face, a déclaré M. Harper. La seule chose acceptable à faire pour lui est de mettre fin au bain de sang et de renoncer sur-le-champ à ses fonctions et au pouvoir».  C’est ainsi qu’à la veille de l'Operation Mobile le 18 mars 2011, le premier ministre Stephen Harper déclara : « L’histoire nous apprend que la liberté s’épanouit rarement dans une terre qui n’a pas été remuée. Ainsi, même si rares sont les pays qui se passionnent autant que le nôtre pour la  paix, un élan de générosité  ne nous rendra pas aveugles face à l’injustice. Il est encore  moins question que la retenue et l’immobilité et nous rendent indifférents face aux oppresseurs»,. Il entendait donc redéfinir l’image du Canada en tant que nation guerrière en replaçant l’institution militaire au centre de sa politique étrangère rappelant que le Canada a participé à la plupart des conflits internationaux du XXe siècle. En effet, selon David Perry,  les officiers canadiens étaient très ravis et ont été favorables à rejoindre la coalition censée protéger les civils libyens du régime Kadhafi. L’intervention du Canada en Libye s’est donc déroulée dans un contexte où le gouvernement au pouvoir avait une réelle préférence au recours offensif à la force militaire et priorisait sa relation avec les États-Unis. 

## Opération Mobile.
L’Opération Mobile  représentait la mission canadienne de protection des civils contre le régime de Kadhafi. Elle a débuté le 25 février 2011 en guise de mission pacifique pour évacuer des Canadiens et ressortissants étrangers de Libye mais s’est transformée en mars 2011 en une mission de combat avec des capacités maritimes et  aériennes basées en Italie. En effet, le gouvernement Harper voulait que le Canada joue un rôle prépondérant en Libye à travers cette opération.  L’aviation royale canadienne (ARC) a donc rapidement appliqué l’ordre du gouvernement de déployer ses forces en Libye. Immédiatement après que la résolution 1973 fût adoptée, l’ARC a envoyé sept CF-18, deux Polaris CC-150T en Italie dans l’optique de soutenir l’Opération Odyssey Dawn et aussitôt après les soldats canadiens ont commencé à prendre activement part au combat le 21 mars 2011. Ces CF-18 et leurs pilotes ont effectué 1000 sorties et constitué à eux seuls plus de 10 % des missions de frappes de l’OTAN. La force opérationnelle comprenait également deux avions de transports stratégiques CC-177, deux avions de transport tactiques CC-130J, deux avions de patrouille maritime CP-140 Aurora. L’Opération a pris fin le 31 octobre 2011.

## Opération Unified Protector.
L’opération Unified Protector était une opération de l’OTAN destinée à faire respecter les résolutions 1970 et 1973 du Conseil de Sécurité.  Elle a débuté le 23 mars 2011 et était dirigée par un lieutenant General  canadien du nom  de Charles Bouchard. Au cours de cette opération, 260 moyens aériens (avions de combat, avions de surveillance et de reconnaissance, des systèmes ravitailleurs et des hélicoptères d’attaques), 21 moyens navals (frégates, ravitailleurs, frégates, sous-marins, navires d’assaut) furent utilisés pour cette opération. De même, l’OTAN  a exécuté 218 ordres de mission aérienne,  effectué 26 500 sorties dont 9700 attaques au sol et détruit plus de 5 900 cibles militaires. En plus du fait que cette Opération de l’OTAN fut dirigée par un général canadien, notons aussi que les forces canadiennes ont joué un rôle décisif durant celle-ci. En effet, le HMCS Charlottetown fut dépêché en Méditerranée dans le but de garantir une assistance humanitaire, de lutter contre les mines dans les eaux côtières libyennes et  d’appliquer l’embargo sur les armes. Cette frégate canadienne est «équipée  de radars de recherche aérienne et de surface qui lui permettent ainsi de collecter des informations sur son environnement aérien maritime et local et de transmettre ces images radars à d’autres navires et aéronefs». D’ailleurs le 30 mai 2011, le HMCS Charlottetown (FFH-399) a pu localiser des tirs de roquette aux alentours de Misrata (ville en Libye) provenant d’un lanceur de roquettes(BM-21) de l’armée et a ainsi pu prévenir un Boeing E-3 de l’OTAN qu’il y avait une attaque en cours. Par la suite, le contrôleur à bord de ce Boeing a ordonné à deux bombardiers canadiens CF-18 de détruire le BM-21. Cette mission a pris fin le 31 octobre 2011 et a coûté au Canada environ 103 millions de dollars.